# 毕畅
毕畅（1989年7月4日—），中国大陆女演员，2004年开始参加辽宁民间艺术团，后在赵本山旗下的本山传媒舞蹈队任职。

## 作品
- 2021 乡村爱情13
- 2020 乡村爱情12
- 2019 乡村爱情11
- 2018 乡村爱情协奏曲
- 2017 乡村爱情浪漫曲
- 2015 爹妈满院
- 2014 收获的季节
- 2014 乡村爱情圆舞曲
- 2013 谁是真英雄
- 2013 说书人
- 2013 乡村爱情变奏曲
- 2012 不是钱的事
- 2012 活佛济公3
- 2012 东北往事之江湖儿女
- 2012 樱桃
- 2012 乡村爱情小夜曲
- 2011 怪侠欧阳德
- 2011 乡村爱情交响曲
- 2010 乡村爱情故事
- 2009 关东大先生
- 2006 今日升堂
- 2005 马大帅3
- 2004 马大帅2